# Juego de estrellas de las Grandes Ligas de Béisbol 2016
El Juego de Estrellas de la Liga Mayor de Béisbol 2016 fue la 87.ª edición del Juego de Estrellas de las Grandes Ligas de Béisbol. La edición es hospedada por el San Diego Padres y jugado en Petco Park. Fue transmitido a nivel nacional por la cadena Fox.
La ciudad anfitriona fue anunciada el 15 de enero de 2015 por el entonces Comisionado de Béisbol Bud Selig. Esta es la tercera vez que la ciudad de San Diego hospeda el Juego de las estrellas, y la primera vez desde 1992.
| Equipo | 1 | 2 | 3 | 4 | 5 | 6 | 7 | 8 | 9 | C | H  | E |
| ------ | - | - | - | - | - | - | - | - | - | - | -- | - |
| NL     | 1 | 0 | 0 | 1 | 0 | 0 | 0 | 0 | 0 | 2 | 10 | 1 |
| AL     | 0 | 3 | 1 | 0 | 0 | 0 | 0 | 0 | x | 4 | 8  | 1 |

LG: Corey Kluber (1-0)
  LP: Johnny Cueto (0-1)  SV: Zach Britton (1)  
HRs:  AL – Eric Hosmer, Salvador Pérez (1)
  NL – Kris Bryant (1)

## Selección anfitriona
Los Baltimore Orioles eran también candidatos para hospedar el juego. El Comisario anterior Bud Selig dijo que Baltimore era la primera candidata para hospedar el evento, pero fueron finalmente los Padres que se agenciaron la edición. El parque Petco fue abierto en 2004 y hospedó en 2006 el Mundial de Béisbol Clásico. Debido a que este juego habría sido jugado en un parque de la liga americana (AL) en circunstancias típicas, el equipo de Liga Nacional sería designado como el equipo visitante y el equipo de la Liga americana sería designado como el equipo de casa para el juego.

## Votación de los fanes

### Starters
La votación para el juego de las estrellas del 2016 empezó en línea el 24 de abril y terminó el 30 de junio. Los resultados fueron anunciados el 5 de julio. Salvador Pérez obtuvo el mayor apoyo al haber conseguido 4 965 838 votos.

### Posiciones en la ronda final
Después de la ronda final, una segunda papeleta de cinco jugadores por liga fueron creados para el Voto Final del Juego de las estrellas, para determinar el 34º y jugador final de cada posición. La votación en línea estuvo disponible entre el 5 y el 8 de julio.
| Jugador          | Equipo         | Pos.           | Jugador        | Equipo        | Pos.          |
| Liga americana   | Liga americana | Liga americana | Liga nacional  | Liga nacional | Liga nacional |
| ---------------- | -------------- | -------------- | -------------- | ------------- | ------------- |
| Ian Kinsler      | Tigers         | 2B             | Brandon Belt   | Giants        | 1B            |
| Evan Longoria    | Rays           | 3B             | Ryan Braun     | Brewers       | DE            |
| Dustin Pedroia   | Red Sox        | 2B             | Jake Lamb      | Diamondbacks  | 3B            |
| Michael Saunders | Blue Jays      | DE             | Starling Marte | Pirates       | DE            |
| George Springer  | Astros         | DE             | Trevor Story   | Rockies       | SS            |

## Rosters

### Liga Americana
| Posición | Jugador            | Equipo  | All-Star Games |
| -------- | ------------------ | ------- | -------------- |
| C        | Salvador Pérez     | Royals  | 4              |
| 1B       | Eric Hosmer        | Royals  | 1              |
| 2B       | José Altuve        | Astros  | 4              |
| 3B       | Manny Machado      | Orioles | 3              |
| SS       | Xander Bogaerts    | Red Sox | 1              |
| OF       | Mike Trout         | Angels  | 5              |
| OF       | Jackie Bradley Jr. | Red Sox | 1              |
| OF       | Mookie Betts       | Red Sox | 1              |
| DH       | David Ortiz        | Red Sox | 10             |

| Posición | Jugador           | Equipo    | All-Star Games |
| -------- | ----------------- | --------- | -------------- |
| C        | Stephen Vogt      | Athletics | 2              |
| C        | Matt Wieters      | Orioles   | 4              |
| 1B       | Miguel Cabrera    | Tigers    | 11             |
| 2B       | Robinson Canó     | Mariners  | 7              |
| 3B       | Josh Donaldson    | Blue Jays | 3              |
| SS       | Eduardo Núñez     | Twins     | 1              |
| SS       | Francisco Lindor  | Indians   | 1              |
| OF       | Carlos Beltrán    | Yankees   | 9              |
| OF       | Ian Desmond       | Rangers   | 2              |
| OF       | Michael Saunders  | Blue Jays | 1              |
| OF       | Mark Trumbo       | Orioles   | 2              |
| DH       | Edwin Encarnación | Blue Jays | 3              |

| Jugador         | Equipo    | All-Star Games |
| --------------- | --------- | -------------- |
| Dellin Betances | Yankees   | 3              |
| Brad Brach      | Orioles   | 1              |
| Zach Britton    | Orioles   | 2              |
| Álex Colomé     | Rays      | 1              |
| Wade Davis      | Royals    | 2              |
| Marco Estrada   | Blue Jays | 1              |
| Cole Hamels     | Rangers   | 4              |
| Will Harris     | Astros    | 1              |
| Kelvin Herrera  | Royals    | 2              |
| Craig Kimbrel   | Red Sox   | 5              |
| Corey Kluber    | Indians   | 1              |
| Andrew Miller   | Yankees   | 1              |
| José Quintana   | White Sox | 1              |
| Danny Salazar   | Indians   | 1              |
| Chris Sale      | White Sox | 5              |
| Aaron Sanchez   | Blue Jays | 1              |
| Steven Wright   | Red Sox   | 1              |

### Liga Nacional
| Posición | Jugador         | Equipo    | All-Star Games |
| -------- | --------------- | --------- | -------------- |
| C        | Buster Posey    | Giants    | 4              |
| 1B       | Anthony Rizzo   | Cubs      | 3              |
| 2B       | Ben Zobrist     | Cubs      | 3              |
| 3B       | Kris Bryant     | Cubs      | 2              |
| SS       | Addison Russell | Cubs      | 1              |
| OF       | Yoenis Céspedes | Mets      | 2              |
| OF       | Dexter Fowler   | Cubs      | 1              |
| OF       | Bryce Harper    | Nationals | 4              |

| Posición | Jugador          | Equipo       | All-Star Games |
| -------- | ---------------- | ------------ | -------------- |
| C        | Jonathan Lucroy  | Brewers      | 2              |
| C        | Wilson Ramos     | Nationals    | 1              |
| 1B       | Paul Goldschmidt | Diamondbacks | 4              |
| 1B       | Wil Myers        | Padres       | 1              |
| 1B       | Brandon Belt     | Giants       | 1              |
| 2B       | Daniel Murphy    | Nationals    | 2              |
| 3B       | Nolan Arenado    | Rockies      | 2              |
| 3B       | Matt Carpenter   | Cardinals    | 3              |
| SS       | Aledmys Díaz     | Cardinals    | 1              |
| SS       | Corey Seager     | Dodgers      | 1              |
| OF       | Jay Bruce        | Reds         | 3              |
| OF       | Adam Duvall      | Reds         | 1              |
| OF       | Carlos González  | Rockies      | 3              |
| OF       | Odubel Herrera   | Phillies     | 1              |
| OF       | Starling Marte   | Pirates      | 1              |
| OF       | Marcell Ozuna    | Marlins      | 1              |

| Jugador           | Equipo    | All-Star Games |
| ----------------- | --------- | -------------- |
| Jake Arrieta      | Cubs      | 1              |
| Madison Bumgarner | Giants    | 4              |
| Bartolo Colón     | Mets      | 4              |
| Johnny Cueto      | Giants    | 2              |
| Jeurys Familia    | Mets      | 1              |
| José Fernández    | Marlins   | 2              |
| Kenley Jansen     | Dodgers   | 1              |
| Clayton Kershaw   | Dodgers   | 6              |
| Jon Lester        | Cubs      | 4              |
| Mark Melancon     | Pirates   | 3              |
| Drew Pomeranz     | Padres    | 1              |
| A. J. Ramos       | Marlins   | 1              |
| Fernando Rodney   | Marlins   | 3              |
| Max Scherzer      | Nationals | 4              |
| Stephen Strasburg | Nationals | 2              |
| Noah Syndergaard  | Mets      | 1              |
| Julio Teherán     | Braves    | 2              |